# Hesperoboreus notoperates
Hesperoboreus notoperates är en näbbsländeart som först beskrevs av Cooper 1972.  Hesperoboreus notoperates ingår i släktet Hesperoboreus och familjen snösländor. Inga underarter finns listade i Catalogue of Life.